# Lignerolles (Indre)
Lignerolles is een gemeente in het Franse departement Indre (regio Centre-Val de Loire) en telt 116 inwoners (2009). De plaats maakt deel uit van het arrondissement La Châtre.

## Geografie
De oppervlakte van Lignerolles bedraagt 13,6 km², de bevolkingsdichtheid is dus 8,5 inwoners per km².
De onderstaande kaart toont de ligging van Lignerolles (Indre) met de belangrijkste infrastructuur en aangrenzende gemeenten.

## Demografie
Onderstaande figuur toont het verloop van het inwonertal (bron: INSEE-tellingen).